# 4345 Rachmaninoff
4345 Rachmaninoff este un asteroid din centura principală, descoperit pe 11 februarie 1988 de Eric Elst.